# Young Buck
Young Buck, nome artístico de David Darnell Brown, (Nashville, Tennessee, 15 de Março de 1981) é um rapper americano, ele possui contrato com as gravadoras G-Unit Records e Cashville Records. O rapper que participou da música e do polêmico clip P.I.M.P. (Remix) de 50 Cent, Lloyd Banks e Tony Yayo, que juntos formavam a G-Unit.

## História
Embora já rimasse desde os seus doze anos David Brown só se estreou em 2000 com o álbum Thuggin' Til The End juntamente com o rapper D-Tay. Entretanto Young Buck conhece 50 Cent e este convida-o para fazer parte da G-Unit, para substituir o então encarcerado Tony Yayo.
O resultado foi o álbum Beg for Mercy em 2004, que marcou igualmente a estreia da G-Unit em álbuns, visto que, e ainda sem Buck, tinham já lançado inúmeras mixtapes. Ainda em 2004 o artista de Nashville lança Straight Outta Cashville, o seu primeiro álbum solo. O álbum que estourou nas rádios norte-americanas com o sucesso "Let Me In".
Todos pensam que Buck foi descoberto por 50 Cent, mas todos se enganam , Buck foi descoberto por Juvenile quatro anos antes quando ele fazia dupla com um outro rapper em um grupo chamado UTP, depois disso ele foi para Nova York onde viveu dois anos e meio com Juvenile  gravando em seu estúdio algumas músicas que não lhe renderam nada, seis meses mais tarde ele quebrou contrato com a Cash Money Crew e se juntou à 50 Cent, Lloyd Banks e Tony Yayo para a formação G-Unit.
Em 2007 lançou um novo álbum chamado Buck the World. A previsão para as vendas na primeira semana era de 300 mil cópias, mas o número obtido não foi maior que 150 mil cópias. Houve grande expectativa para o lançamento da nova música contida nesse álbum, chamada "Get Buck".
Buck, está na justiça, defendendo o direito de ficar livre, após esfaquear, James Jhonson, numa entrega de prêmios, isso quando James insultou a lenda Dr. Dre.
Young Buck foi expulso do G-Unit recentemente por dizer que 50 Cent não pagava aos outros integrantes do grupo uma certa quantia que deveria ser paga aos mesmos. Por isso a atual formação da G-Unit é composta apenas por 50 Cent, Lloyd Banks e Tony Yayo.

## Discografia

### Álbuns
- 2004 - Straight Outta Cashville
- 2007 - Buck the World
- 2010 - The Rehab

### Independentes
- 2004 - Da Underground Vol. 1
- 2005 - T.I.P.

### Mixtapes
- 2004 - The Sopranos
- 2004 - Welcome to the Hood
- 2006 - Case Dismissed! The Introduction of G-Unit South
- 2006 - Chronic 2006
- 2006 - Gangsta Grillz: Welcome to the Traphouse
- 2007 - Get Buck: The Official Mixtape

### Singles
Solo
| Ano  | Música                                           | U.S. Hot 100 | U.S. R&B | U.S. Rap | Álbum                      |
| ---- | ------------------------------------------------ | ------------ | -------- | -------- | -------------------------- |
| 2004 | "Let Me In (feat. 50 Cent)"                      | 34           | 15       | 11       | Straight Outta Cashville   |
| 2004 | "Shorty Wanna Ride"                              | 17           | 8        | 6        | Straight Outta Cashville   |
| 2004 | "Look at Me Now" (feat. Kon Artis)               | –            | –        | –        | Straight Outta Cashville   |
| 2006 | "I Know You Want Me" (feat. Jazze Pha)           | –            | 67       | –        | Buck the World             |
| 2007 | "Get Buck"                                       | 87           | 43       | 22       | Buck the World             |
| 2007 | "U Ain't Goin' Nowhere" (feat. Latoiya Williams) | -            | 57       | -        | Buck the World             |
| 2008 | "Ridin Down the Freeway" (feat. Outlawz & C-Bo)  | —            | —        | —        | Product of the South       |
| 2011 | "I'm Done Wit Y'all"                             | -            | -        | -        | Back On My Buck Shit Vol 2 |
| 2011 | "Taxin'"                                         | -            | -        | -        | Back On My Buck Shit Vol 2 |
| 2011 | "Round Me'" (feat. Drumma Boy, 8 Ball & MJG))    | -            | -        | -        | Back On My Buck Shit Vol 2 |
| 2013 | "Rage"                                           | -            | -        | -        | King David                 |

Participações
| Ano  | Música                                                                          | U.S. Hot 100 | U.S. R&B | U.S. Rap | Álbum                         |
| ---- | ------------------------------------------------------------------------------- | ------------ | -------- | -------- | ----------------------------- |
| 2003 | "P.I.M.P. (remix)" (50 Cent feat. Snoop Dogg, Lloyd Banks, & Young Buck)        | 3            | 3        | 3        | Get Rich or Die Tryin'        |
| 2004 | "Ride Wit U" (Joe feat. G-Unit)                                                 | 56           | 22       | –        | And Then...                   |
| 2005 | "Stay Fly" (Three 6 Mafia feat. Young Buck, Eightball & MJG)                    | 13           | 9        | 3        | Most Known Unknown            |
| 2005 | "I Know You Don't Love Me" (Tony Yayo feat. 50 Cent, Young Buck, & Lloyd Banks) | –            | 105      | –        | Thoughts of a Predicate Felon |
| 2006 | "Rompe (remix)" (Daddy Yankee feat. Lloyd Banks & Young Buck)                   | 24           | –        | –        | Barrio Fino En Directo        |
| 2006 | "Give It to Me" (Mobb Deep feat. Young Buck)                                    | –            | –        | –        | Blood Money                   |
| 2006 | "Money in the Bank" (Lil Scrappy feat. Young Buck)                              | 28           | 7        | 5        | Bred 2 Die Born 2 Live        |

### Participações especiais
- 2003 - "Blood Hound" (50 Cent feat. Young Buck)
- 2004 - "Work Magic" (Lloyd Banks feat. Young Buck)
- 2004 - "I Luv da Hood" (The Game feat. Young Buck)
- 2004 - "O It's On" (Petey Pablo feat. Young Buck)
- 2004 - "Game Over (Flip) (remix)" (Lil' Flip feat. Young Buck & Bun B)
- 2005 - "Feel It In the Air" (Tony Yayo feat. D-Tay & Young Buck)
- 2005 - "How the Hell" (I-20 feat. Ludacris & Young Buck)
- 2005 - "Yappin'" (Master P feat. Young Buck)
- 2005 - "Last of a Dying Breed" (Young Jeezy feat. Trick Daddy, Young Buck, & Lil Will)
- 2005 - "You Already Know" (Lloyd Banks feat. 50 Cent & Young Buck)
- 2005 - "I'll Whip Ya Head Boy" (50 Cent feat. Young Buck)
- 2006 - "Undertaker" (T.I. feat. Young Dro & Young Buck)
- 2006 - "I'm Bad" (Quanie Cash feat. Young Buck)
- 2006 - "Iceman" (Lloyd Banks feat. Young Buck, Scarface, & Eightball)
- 2006 - "Sleep" (Tupac feat. Chamillionaire & Young Buck)
- 2006 - "Slow Down (Lyfe Jennings feat. Young Buck & Doc Black)
- 2006 - "Straight Up" (Trick Daddy feat. Young Buck)
- 2007 - "Ain't Nothin' Like Me" (Joe feat. Tony Yayo & Young Buck)
- 2007 - "Come Around (remix)" (Collie Buddz feat. Tony Yayo & Young Buck)
- 2007 - "Ride or Die" (Chauncey Black feat. Rah Digga & Young Buck)
- 2007 - "B.U.D.D.Y. (remix)" (Musiq Soulchild feat. T.I. & Young Buck)
- 2007 - "I Don't Lie" (Haystack feat. Young Buck)
- 2007 - "Tear It Up" (All Star Cashville Prince feat. Young Buck)
- 2007 - "Chopped Off" (Freeze feat. Young Buck)
- 2007 - "Krispy (remix)" (Kia Shine feat. Swizz Beats, Jim Jones, Slim Thug, E-40, Young Buck, Remy Ma, & LL Cool J)
- 2007 - "Drank n Drive" (Ya Boy feat. Young Buck)
- 2007 - "26 Inches" (Blood Raw feat. Young Buck)
- 2007 - "Fire" (50 Cent feat. Nicole Scherzinger & Young Buck)
- 2007 - "Where You From" (E.S.G. feat. Young Buck)
- 2007 - "Drivin Down the Freeway" (Outlawz feat. Young Buck)
- 2007 - "Fed's Takin' Pictures" (DJ Drama feat. T.I., Young Jeezy, Young Buck, Jim Jones & Willie the Kid)
- 2007 - "Talk About Me" (DJ Drama feat. Lloyd Banks, Young Buck & Tony Yayo)
- 2007 - "God's Plan" (Hi-Tek feat. Young Buck & Outlawz)
- 2007 - "You Lying (remix)" (All Star Cashville Prince feat. Young Buck)
- 2008 - "The Mack" (Twista feat. Young Buck & Nelly)
- 2008 - "One False Move (Remix) (C-Murder feat. Akon, Young Buck, and B.G.
- 2008 - "Game's Pain (Remix) (The Game feat. Jadakiss, Bun B, Keyshia Cole, Pusha T, Fat Joe, Young Buck and Queen Latifah)